# Арутюнян Хосров Мелікович
Хосров Мелікович Арутюнян (вірм. Խոսրով Հարությունյան, нар. 30 травня 1948) — вірменський державний та політичний діяч.

## Біографія
- 1966–1972 — Єреванський політехнічний інститут.
- 1978–1982 — аспірантура того ж інституту за фахом «Організація, планування й управління машинобудівним підприємством».
- 1972–1977 — інженер Бюраканської оптико-механічної лабораторії академії наук Вірменії.
- 1977–1984 — працював в Інституті радіофізики та електроніки Академії наук, начальником відділу спеціальних конструкцій, начальником виробничого відділу, а потім керівником відділу.
- 1984 — очолив виробничо-диспетчерський відділ виробничого об'єднання «Вірмавто».
- 1984–1986 — директор Аштаракської трикотажної фабрики.
- 1986–1987 — директор Чаренцаванської швейної фабрики.
- 1987–1990 — голова Чаренцаванського міськвиконкому.
- 1990–1992 — депутат Верховної ради Вірменської РСР. Член постійної комісії з питань місцевого самоврядування, а 1991 року очолив цю комісію.
- 1992–1993 — прем'єр-міністр Вірменії.
- 1993–1996 — обраний депутатом, секретар постійної комісії Верховної ради з фінансово-кредитних і бюджетних питань. Член депутатської групи «Реформи».
- 1996–1998 — головний радник прем'єр-міністра.
- 1998–1999 — спікер парламенту Вірменії.
- 1999–2000 — міністр територіального управління.
- у 2000–2002 роках займав пост заступника голови комісії зі святкування 1700-річчя прийняття Вірменією Християнства як державної релігії.
- з 2009— член Громадської ради Вірменії.
- 6 травня 2012 обраний депутатом Національних зборів за пропорційною виборчою системою від Республіканської партії.